# Siguatepeque
Siguatepeque est une ville du Honduras, département de Comayagua.

## Population
La population de Siguatepeque était de 12 456 h. en 1974, de 27 293 h. en 1988 et de 39 070 h. en 2001. Selon une estimation de 2006, la ville compterait près de 50 000 h.